# Laika Party
Laika Party – singel norweskiej piosenkarki Emmy wydany 20 stycznia 2025 roku, nakładem wytwórni ADA Nordic. Kompozycja reprezentowała Irlandię w 69. Konkursie Piosenki Eurowizji (2025).

## Tło i kompozycja
Utwór został napisany przez samą wokalistkę we wspólpracy z Erlendem Guttulsrudem Kristiansenem, Larissą Tormey, Trulsem Mariusem Aarraem oraz Henrikem Østlundem który wraz z Jonasem Jensenem odpowiada za produkcję. Piosenka została stworzona na obozie tworzenia piosenek Rena Song Fest. Piosenka nawiązuje do historii radzieckiego psa Łajki, który w 1957 stał się pierwszym żywym stworzeniem wysłanym w kosmos. Według artystki inspiracją do stworzenia utworu była tragiczna historia zwierzęcia, a sama piosenka przedstawia alternatywny scenariusz w którym to Łajka „zamiast umrzeć, przeżywa niekończąca się imprezę w kosmosie”.

## Konkurs Piosenki Eurowizji
27 stycznia 2025 utwór zakwalifikował się do irlandzkich preselekcji Eurosong 2025. 7 lutego 2025 zwyciężył finał eliminacji uzyskując w sumie 34 punkty w głosowaniu jurorów i telewidzów, otrzymując tym samym prawo do reprezentowania Irlandii w Konkursie Piosenki Eurowizji 2025 w Bazylei. Utwór został wykonany 15 maja podczas drugiego półfinału, jednak nie zakwalifikował się do finału.

## Notowania
| Kraj     | Lista (2025)           | Najwyższa pozycja |
| -------- | ---------------------- | ----------------- |
| Irlandia | Top 100 Singles (IRMA) | 49                |